# 约瑟之子会堂
约瑟之子会堂（B'nai Yosef Synagogue）是一个犹太教正统派塞法迪犹太人的犹太会堂，位于美国纽约布鲁克林的海洋公园大道1616号和P大道。它被认为是“美国最繁忙的中近东犹太人的犹太会堂”每天有30多场祷告仪式
会堂是一座三层砖砌建筑，建于1970年代初，由一位匿名的资助者建造和提供经费，因此信徒不需要奉献。该会堂是世界上唯一完全被壁画覆盖的犹太会堂，1,200平方米的内部覆盖着明亮的壁画。会堂还拥有精致的枝形吊灯。
约瑟之子会堂的信徒是塞法迪犹太人，主要来自叙利亚，北非和伊朗。信徒严格遵守规条，男性信徒大部分接受神学教育。